# Стеббинс, Джоуэл
Джоуэл Стеббинс (англ. Joel Stebbins, 1878—1966) — американский астроном.

## Биография
Родился в Омахе, в 1899 окончил Университет штата Небраска, продолжал образование в Висконсинском (1900—1901) и Калифорнийском (1901—1903) университетах. В 1903—1922 работал в Иллинойсском университете (с 1913 года — профессор и директор обсерватории), в 1922—1948 годах — профессор астрономии и директор обсерватории Уошберн Висконсинского университета. После ухода в отставку в 1948 году ещё в течение десяти лет вёл научную работу в Ликской обсерватории.
Основные труды в области фотоэлектрической астрофотометрии, является её основоположником. В 1906—1907 годах провёл первые опыты по наблюдению Луны и самых ярких звёзд с селеновым фотоэлементом. Более высокая точность электрофотометрии по сравнению с фотографической фотометрией позволила Стеббинсу открыть ряд тонких эффектов, которые не могли быть обнаружены фотографическим путём. В 1910 году получил кривую блеска Алголя, на которой впервые был обнаружен вторичный минимум глубиной 0,06m и которая также указывала на эффект отражения в тесных двойных системах. Первые измерения интегрального блеска солнечной короны, выполненные Стеббинсом во время полных затмений в 1918, 1925 и 1937 годах, показали отсутствие заметных изменений этого блеска в течение цикла солнечной активности. Обнаружил неглубокие затмения у нескольких спектрально-двойных звёзд и у ряда звёзд, ранее считавшихся постоянными. Выполнил обширную программу поиска изменений блеска у звёзд-гигантов, результатом которой было установление того фундаментального факта, что у гигантов классов B-K9 переменность отсутствует, тогда как среди M-гигантов доля переменных растет с понижением их температуры. В начале 1930-х годов совместно с М. Хаффером и А. Уитфордом провёл первое обширное и точное исследование селективного поглощения в Галактике путём определения избытков цвета большого числа B-звёзд, установил иррегулярный характер распределения поглощающей материи в плоскости. Ряд исследований посвящён фотометрии галактик; обнаружил слабо светящиеся сферические гало у многих близких спиральных галактик. Разработал совместно с Уитфордом шестицветную фотометрическую систему, охватывающую область длин волн от 3300 до 12 500 Ǻ.
Член Национальной АН США. Президент Американского астрономического общества в 1940—1943 годах.
В его честь назван астероид № 2300 и кратер на Луне.